# Хамраев, Али Иргашалиевич
Али Иргашалиевич (Эргашевич) Хамраев (род. 19 мая 1937, Ташкент, Узбекская ССР) — советский кинорежиссёр и сценарист. Заслуженный деятель искусств Узбекской ССР (1969). В настоящее время живет в Италии.

## Биография
Али Хамраев родился в смешанном браке: его отец был таджиком, а мать — украинкой. Отец Эргаш Хамраев уроженец Риштана, Кокандского уезда, Ферганской области, советский и узбекский актёр, кинодраматург, один из основателей национального узбекского художественного кино и один из первых исполнителей главных ролей в Узбекфильме. В выборе профессии Эргаша Хамраева большое влияние оказало выступления передвижной театральной труппы Хамзы Хакимзаде Ниязи в середине 20-х годов в Риштане с показами пьес «Бай и батрак», «Проделки Майсары» и «Тайны паранджи». В 1937 году, после рождения сына, был арестован, освобождён через два года, погиб в 1942 году на фронтах Великой Отечественной войны под городом Вязьма. Мать Анастасия Тарасич тоже была связана с кино, работала диспетчером на киностудии; младший брат — Давлят Хамраев.
В 1961 году Хамраев окончил ВГИК (Всесоюзный государственный институт кинематографии), мастерская Григория Рошаля и Юрия Геники, в тот же год снял свой первый художественный фильм «Маленькие истории о детях, которые» совместно с Мукадасом Махмудовым. Музыкальная комедия «Где ты, моя Зульфия?» (1964) стала популярным народным фильмом. В 1970 году, стремясь к работе в секретных архивах, вступил в члены КПСС. В результате появились фильмы режиссёра, которые были посвящены эпохе Гражданской войны, борьбе с басмачеством и раскрепощению женщины Востока: «Чрезвычайный комиссар» (1970), «Без страха» (1971), «Седьмая пуля» (1972). Исторический фильм «Человек уходит за птицами» (1975) был удостоен премии на Всесоюзном кинофестивале за изобразительное искусство и премии «Серебряный павлин» за режиссуру на VI МКФ (1977) в Дели. Драма о послевоенной жизни «Триптих» (1979) получила Гран-при на фестивале в Сан-Ремо.
В 1979 году режиссёр вернулся к теме Гражданской войны, сняв истерн «Телохранитель». На главные роли были приглашены актёры из «Сталкера» Александр Кайдановский и Анатолий Солоницын. Последним фильмом Хамраева, снятым в СССР, стал «Сад желаний» («Мосфильм», 1987), а в следующем году он уехал в Италию для работы над проектом о Амире Тимуре-Тамерлане.  Это случилось благодаря режиссёру Микеланджело Антониони, с которым Хамраев познакомился ещё в 1976 году во время визита итальянского режиссёра в Ташкент. Хотя проект не получился, с тех пор Хамраев живёт в Италии, часто по работе приезжая и в Москву, и в Узбекистан.
Хамраев несколько раз был в Афганистане, снял фильм «Жаркое лето в Кабуле» («Мосфильм» 1982 год), в 1997 году на собственные деньги снял документальный фильм о генерале Абдул-Рашиде Дустуме, одном из лидеров антиталибского Северного альянса. 
В 1998 году после долгих судебных процессов с итальянскими продюсерами на экраны вышел новый игровой фильм Хамраева «Бо Ба Бу», который получил «Золотую стрелу» — Главный приз на фестивале «Лики любви».
В 2018 году на российской студии «РОК» Али Хамраев создал документальный фильм Я тебя не забыл о своем отце младшем лейтенанте Эргаше Хамраеве, получив за картину Главный приз Международного кинофестиваля в Стамбуле, Турция.
В 2020 году в Узбекистане Хамраев создал документальный фильм «Подвиг народа», а в 2021 году снял художественный фильм «Аромат дыни в Самарканде» (Главный приз на Международном кинофестивале в Милане, Италия и Приз "Лучший кинорежиссер" на XV Ташкентском Международном кинофестивале «Жемчужина Шелкового пути»). Во время съемок ленты «Аромат дыни в Самарканде» режиссер в лесу под Вязьмой установил на месте гибели своего отца памятник.
Жена — Гульбустон (Гульча, Гуля) Усмановна Ташбаева (род. 7 февраля 1954 года), была артисткой балета Большого театра оперы и балета им. А.Навои в Ташкенте; дети:
- сын Али-Эргаш
- дочь Лейли от брака с Рано Хамраевой
- дочь Асаль — журналист, переводчик с итальянского языка, директор собственной компании A.S.A.L (Assitance Service And Leisure).

## Награды

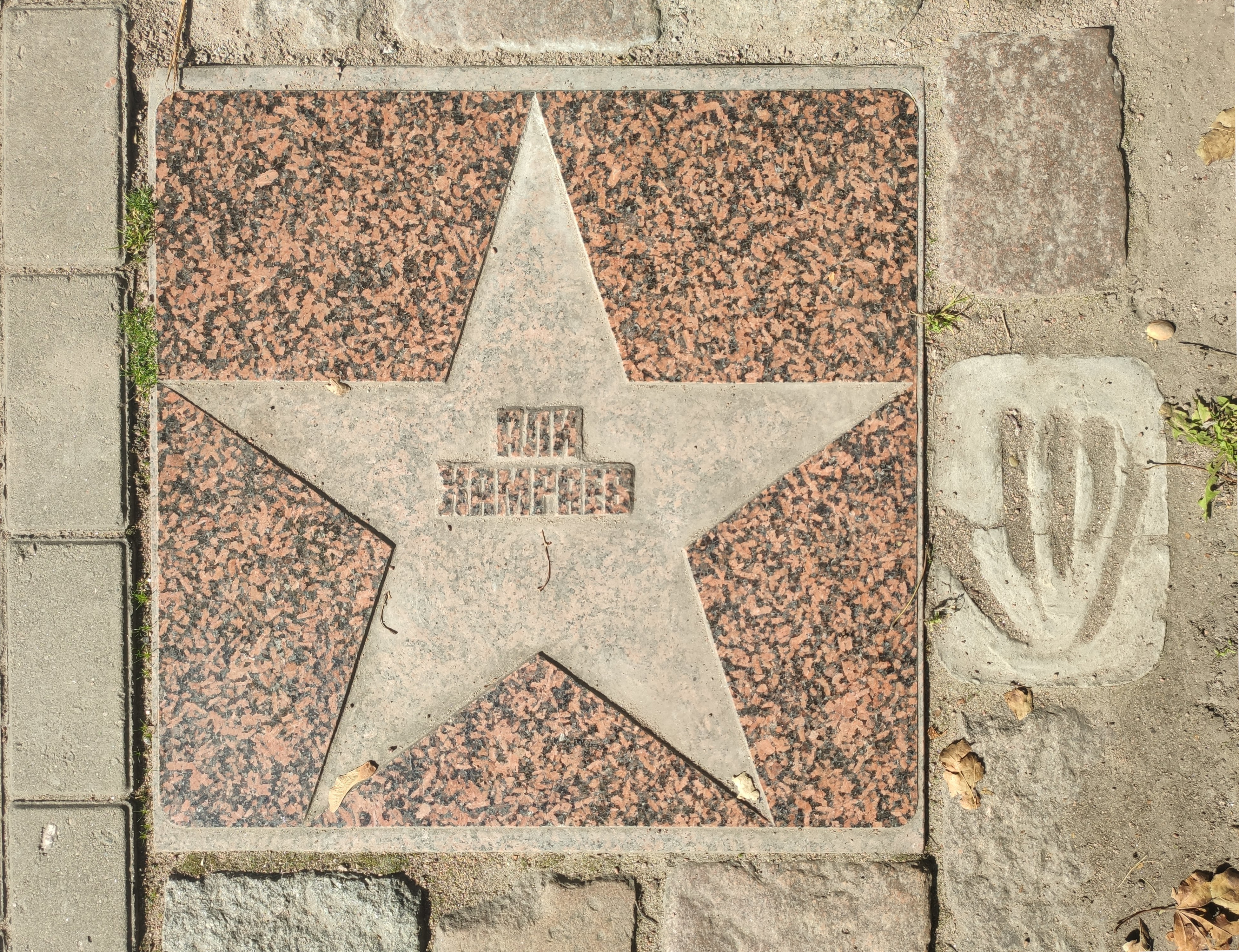
Звезда Али Хамраева на Аллее актёрской славы в Выборге

- Заслуженный деятель искусств Узбекской ССР (1969)
- Государственная премия Узбекской ССР имени Хамзы (1971) — за создание фильма «Чрезвычайный комиссар»[3][4].
- Орден Дружбы народов (17 августа 1989 года) — за заслуги в укреплении культурных связей с Республикой Афганистан[5]

## Фильмография

### Режиссёр
- 1961 — Маленькие истории о детях, которые…
- 1962 — Салом, Бахор (документальный)
- 1964 — Любит — не любит?
- 1964 — Где ты, моя Зульфия?
- 1966 — Белые, белые аисты
- 1968 — Дилором
- 1968 — Красные пески (совместно с А. Акбарходжаевым)
- 1970 — Чрезвычайный комиссар
- 1971 — Без страха
- 1972 — Седьмая пуля
- 1973 — Поклонник (из киноальманаха «Поклонник»)
- 1975 — Человек уходит за птицами
- 1979 — Триптих
- 1979 — Телохранитель
- 1983 — Жаркое лето в Кабуле
- 1984 — Невеста из Вуадиля
- 1985 — Я тебя помню
- 1987 — Сад желаний
- 1992 — Кто сумасшедший?
- 1998 — Бо Ба Бу
- 2004 — Место под солнцем ( телесериа
- 2006 — Жить, жить — любить (документальный)
- 2007 — Артисты (телесериал)
- 2012 — Назарбаев. Откровения. (документальный)
- 2018 — Я тебя не забыл (документальный)
- 2020 — Подвиг народа (документальный)
- 2021 — Аромат дыни в Самарканде

### Сценарист
- 1966 — Белые, белые аисты (совместно с Одельшой Агишевым)
- 1968 — Дилором
- 1970 — Чрезвычайный комиссар (совместно с Одельшой Агишевым)
- 1979 — Телохранитель
- 1983 — Стрелять сгоряча не стоит
- 1984 — Невеста из Вуадиля
- 1985 — Я тебя помню
- 1998 — Бо Ба Бу
- 2018 — Я тебя не забыл (документальный)
- 2021 — Аромат дыни в Самарканде